# Кишкенешал
Кишкенешал (каз. Кішкенешал) — упразднённое село в Казталовском районе Западно-Казахстанской области Казахстана. Упразднено в 2018 г. Входило в состав Акпатерского сельского округа. Код КАТО — 274833300.

## Население
В 1999 году население села составляло 169 человек (81 мужчина и 88 женщин). По данным переписи 2009 года, в селе проживали 64 человека (31 мужчина и 33 женщины).